# Обуховка (Кореневский район)
Обуховка — село в Кореневском районе Курской области. Входит в состав Любимовского сельсовета.
В августе 2024 года село было оккупировано ВСУ в ходе боёв в Курской области. К 7 октября 2024 года полностью освобождено ВС РФ.

## География
Село находится на реке Снагость, в 99 км к юго-западу от Курска, в 14,5 км к югу от районного центра — посёлка городского типа Коренево, в 7 км от центра сельсовета  — Любимовка.
Климат
Обуховка, как и весь район, расположена в поясе умеренно континентального климата с тёплым летом и относительно тёплой зимой (Dfb в классификации Кёппена).

## Инфраструктура
Личное подсобное хозяйство. В селе 175 домов.

## Транспорт
Обуховка находится в 9 км от автодороги регионального значения 38К-030 (Рыльск — Коренево — Суджа), в 4 км от автодороги 38К-006 (Коренево — Троицкое), в 4 км от автодороги 38К-007 (38К-006 — Комаровка — Глушково), в 5,5 км от автодороги межмуниципального значения 38Н-159 (38К-006 — Краснооктябрьское), на автодороге 38Н-160 (38К-006 — Любимовка — 38К-030 с подъездом к с. Обуховка), в 9 км от ближайшего ж/д остановочного пункта Гапоново (линия 322 км — Льгов I)..
В 134 км от аэропорта имени В. Г. Шухова (недалеко от Белгорода).